# Петар Шегрт
Петар Шегрт (хорв. Petar Šegrt, нар. 8 травня 1966, Джурджеваць) — хорватський футбольний тренер та колишній футболіст, останнім місцем роботи якого була національна збірна Таджикистану.

## Ранні роки життя
Петар Шегрт народився в місті Джурджеваць у Соціалістичній Республіці Хорватія в 1966 році. Його батьки емігрували до Німеччини разом зі старшим братом Шегрта у 1970-х роках, залишивши Петара на виховання бабусі.

## Ігрова кар'єра
Петар Шегрт розпочав виступи на футбольних полях на позиції захисника в 1983 році в аматорській команді «Кальв». Він також грав за «Плохінген», «Швайкгайм», «Алльмерсбах», «Вальдорф», та аматорську команду клубу «Вальдгоф». Коли йому лише 17 років, під час відновлення після важкої травми, Шегрт почав працювати молодшим тренером клубу «Кальв», коли йому виповнилось лише 17 років. Через другу травму коліна йому довелося закінчити виступи на футбольних полях в 1993 році, коли йому було 27 років. Того ж року Шегрт отримав тренерську ліцензію УЄФА «B» у Руйті, і розпочав свою тренерську кар'єру.

## Тренерська кар'єра
Після 4 років неофіційної роботи тренером молодіжної команди в аматорському клубі «Кальв» Шегрт розпочав професійну тренерську кар'єру, та працював у низці німецьких клубів. У клубах Бундесліги «Бохум» і «Дуйсбург» він працював тренером юнацької команди віком до 19 років, асистентом тренера другої команди, а також входив до тренерського штабу першої команди. У 2000 році він повернувся до свого колишнього клубу «Вальдгоф», який грав у Другій Бундеслізі, де працював помічником головного тренера першої команди та головним тренером другої команди. Після того, як Шегрт у 2001 році отримав ліцензію Про УЄФА, він розпочав працювати головним тренером у низці професійних клубів Австрії, зокрема «Леобен», «Рід» і «Вінер Шпорт-Клуб». Протягом перших 14 років тренерського досвіду Шегрт запам'ятався як тренер, який виховав багатьох молодих гравців у гравців національної збірної, і він отримав прізвисько «Архітектор».

### Збірна Грузії
У 2006 році Шегрт розпочав працювати в тренерському штабі збірної Грузії разом із Клаусом Топпмеллером. У 2006—2008 роках Шегрт також працював головним тренером молодіжної збірної Грузії, де за дуже короткий час він виховав 18 гравців, які після цього грали за національну збірну Грузії. На посаді головного тренера молодіжної збірної Грузії Шегрт досяг одного з найбільших успіхів в історії команди, обігравши молодіжну збірна Росії з рахунком 2-0 у кваліфікації молодіжного чемпіонату Європи 2007 року. Після того, як 1 квітня 2008 року Клаус Топпмеллер залишив національну збірну Грузії, Шегрт був призначений технічним директором національної збірної Грузії. Він також очолював національну збірну Грузії як виконуючий обов'язки головного тренера в товариських іграх проти Естонії та Португалії в травні 2008 року, перш ніж Грузинська футбольна федерація призначила Ектора Купера головним тренером збірної 1 серпня 2008 року. Окрім своїх тренерських успіхів, Шегрт здобув велику популярність у Грузії під час російсько-грузинської війни в 2008 році після його знаменитої промови на площі Руставелі в Тбілісі, де він пообіцяв тисячам грузин, які зібрались на площі, що не покине їхню країну, незважаючи на війну. Після успішної роботи в Грузії, у грудні 2008 року провідний німецький спортивний журнал «Kicker» повідомив, що Німецький футбольний союз обрав Шегрта одним із кандидатів на посаду головного тренера молодіжної збірної Німеччини.

### Балі Девата

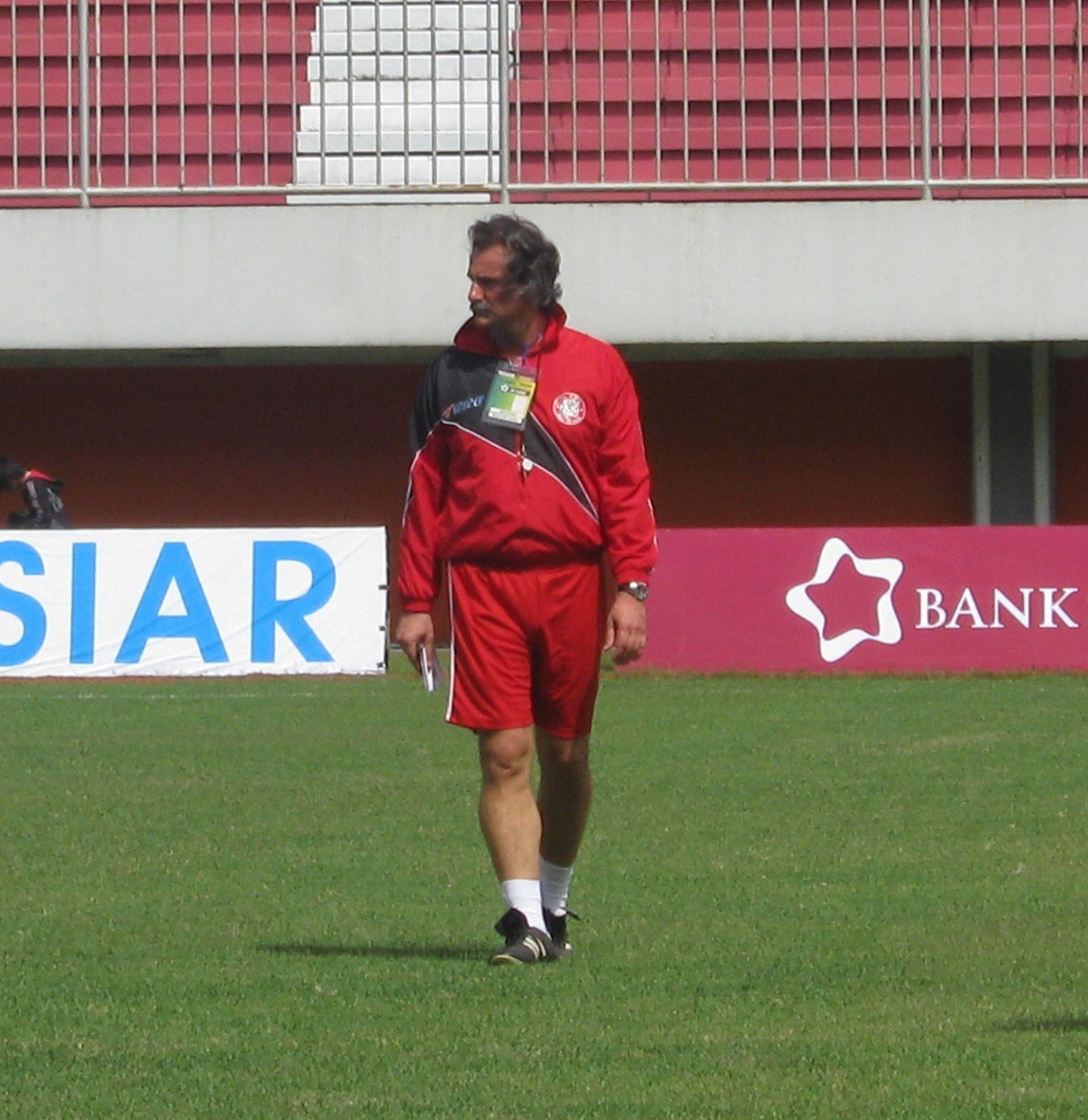
Петар Шегрт на посаді головного тренера клубу «Балі Девата» в 2011 році

Наприкінці 2010 року консорціум Прем'єр-ліги Індонезії запросив Шегрта взяти участь і допомогти зі своїм тренерським і управлінським досвідом у створенні нового клубу в індонезійському професійному футболі на Балі, й Шегрт став головним тренером клубу «Балі Девата» в Лізі Праймер Індонезії. Після того, як він закінчив роботу в «Балі Девата», той же консорціум запропонував йому нову роботу головним тренером колишнього чемпіона Індонезії «ПСМ Макассар».

### ПСМ Макассар
У жовтні 2011 року Шегрт був призначений головним тренером індонезійського клубу «ПСМ Макассар». Це дуже популярний і дуже успішний індонезійський клуб. Лише після одного сезону в індонезійській Прем'єр-лізі Шегрт підготував 10 нових гравців до збірних країни, 6 гравців були запрошені до національної збірної Індонезії, а 4 гравці були запрошені до молодіжної збірної Індонезії. Після успіху, якого Шегрт досяг у тому сезоні, у липні 2012 року правління клубу запропонувало йому продовження контракту на 5 років, що є дуже рідкістю для індонезійських клубів. Шегрт також встановив неперевершений домашній рекорд в індонезійській Прем'єр-лізі, що стало першим для «ПСМ Макассар» за 97-річну історію клубу, хоча клуб мав наймолодшу команду в індонезійській Прем'єр-лізі, оскільки середній вік гравців команди становив 22 роки. У грудні 2012 року під керівництвом Шегрта команда виграла Кубок Валікота в Тернате. Це був перший трофей клубу «ПСМ Макассар» за майже 12 років. Незважаючи на те, що у нього був контракт до 2017 року, після перемоги його команди в червні 2013 року Шегрт вирішив покинути індонезійський клуб з особистих причин. Вболівальники клубу висловили розчарування рішенням свого улюбленого тренера, але разом з президентом і керівництвом клубу запросили Шегрта відвідати наступну домашню гру в липні 2013 року. Вони заповнили стадіон, і підготували офіційне прощання перед грою, що дуже незвично для індонезійських вболівальників.

### Звєзда
Після відходу з «ПСМ Макассар» Шегрт був одним із претендентів на посаду головного тренера збірної Індонезії. У вересні 2014 року він прийняв пропозицію від боснійського клубу Прем'єр-ліги «Звєзда». Хоча Шегрт підняв «Звєзду» в середину турнірної таблиці, у квітні 2015 року клуб отримав нове керівництво, яке вирішило призначити нового тренера. Це виявилося невдалим рішенням, оскільки клуб вилетів з Прем'єр-ліги незабаром після того, як Шегрт пішов.

### Збірна Афганістану
У листопаді 2015 року Футбольна федерація Афганістану оголосила про призначення Шегрта новим головним тренером збірної Афганістану. Шегрт пообіцяв, що використає свій досвід і знання для розвитку футболу в Афганістані.
Шегрт виграв 6 із 8 офіційних матчів збірної Афганістану. Він виграв 4 матчі Кубка Південної Азії, та один програв у овертаймі проти збірної Індії у фіналі 1–2. У кваліфікації чемпіонату світу 2018 року Шегрт програв двічі лише Японії, а ще в 2 матчах виграв. Він домігся найбільшого успіху Афганістану в Кубку Азії, вперше в історії збірної Афганістану взявши участь у фіналі кваліфікації Кубка Азії. Після цього Футбольна федерація Афганістану несподівано вирішує призначити нового тренера.

### Збірна Мальдів
У березні 2018 року Футбольна асоціація Мальдів підписала дворічний контракт із Шегртом як головним тренером національної збірної Мальдів. Він виграв свій перший офіційний матч у кваліфікації Кубка АФК з переконливим рахунком 7–0 проти Бутану. Це була перша перемога Мальдів після 288 днів без перемог. У вересні 2018 року Мальдіви зробили великий сюрприз, вигравши Кубок Південної Азії 2018 року в Бангладеш, незважаючи на малі шанси на успіх. У фіналі Мальдіви перемогли з рахунком 2–1 явного фаворита Індію. Для Шегрта це був другий фінал Кубка Південної Азії, оскільки він очолював збірну Афганістану в фіналі 2 роки тому, який він програв Індії з рахунком 1–2. 7 січня 2020 року головний тренер Шегрт і Футбольна асоціація Мальдів домовилися про взаємне розірвання контракту.

### Збірна Таджикистану
27 січня 2022 року Федерація футболу Таджикистану оголосила про призначення Шегрта новим головним тренером національної збірної Таджикистану. Під керівництвом Шегрта Таджикистан зумів досягти історичного досягнення, отримавши кваліфікацію на Кубок Азії 2023 року, що також є першим виступом країни у великому континентальному футбольному змаганні в історії, після того, як 5 разів раніше команді не вдалося кваліфікуватися на Кубок Азії. Шегрт також керував збірною Таджикистану, яка виграла Кубок Короля 2022 року в Таїланді та Кубок Мердека 2023 року в Малайзії, де середній вік команди становив 21,1 року.
На самому Кубку Азії 2023 року Таджикистан здобув нічию 0–0 проти Китаю, а після поразки 0–1 від Катару і наступної перемоги з рахунком 2–1 проти фавориту матчу Лівану Таджикистан кваліфікувався до 1/8 фіналу. 28 січня 2024 року Таджикистан переграв ОАЕ з рахунком 5-3 у серії пенальті та вийшов до чвертьфіналу Кубка Азії 2023 після того, як гра завершилася з рахунком 1-1 після додаткового часу. У чвертьфіналі таджицька збірна з рахунком 0-1 поступилася збірній Йорданії. У лютому 2024 року після закінчення контракту зі збірною Петар Шегрт покинув пост головного тренера збірної Таджикистану.